# Malaltia immunitària
Una malaltia immunitària o un trastorn immunitari és una disfunció del sistema immunitari. Aquests trastorns es poden caracteritzar de diverses maneres:
- Pels components del sistema immunitari afectats
- Per si el sistema immunitari és hiperactiu (al·lèrgies) o poc actiu (malalties autoimmunitàries).
- Segons si la condició és congènita o adquirida

S'ha suggerit que la majoria de la gent té almenys una immunodeficiència primària. No obstant això, a causa de redundàncies en el sistema immunitari, moltes d'aquestes no es detecten mai.

## Tipus principals
- Immunodeficiències
- Malalties autoimmunitàries
- Al·lèrgies